# 都蘭遺址
都蘭遺址位於台灣台東縣東河鄉都蘭村西北方約1公里，為東海岸巨石文化的代表性遺址，亦為巨石文化的南緣，距今約3000年。於民國77年（1988年）為台東縣政府公告為三級古蹟。被公告為國家三級古蹟，民國95年（2006年）修訂公告為台東縣定遺址。
都蘭遺址的石壁區範圍約2,827平方公尺，目前僅殘留三塊豎立在地面上的石壁與岩棺乙座。公告範圍約3,500平方公尺。功能可能均與祭祀有關。

## 巨石文化
由於此類文化先由台灣大學首先在台東縣成功鎮麒麟遺址進行考古研究，故又被稱為麒麟文化。

## 另見
- 巨石文化